# Землетрус у Корякії (2006)
Землетрус у Корякії, Росія. Квітень 2006 р.
У квітні 2006 року в Коряцькому автономному окрузі вибухнула серія досить потужних землетрусів, які привели до евакуації близько 1000 чоловік, частковим руйнуванням у низці населених пунктів. Проте жертв вдалося уникнути, повідомлялося тільки про 40 поранених. Перший землетрус магнітудою 7,6 стався 21 квітня в 00:25 за місцевим часом, за ним пішли афтершоки магнітудою від 4,3 до 5,1, наступний потужний поштовх стався 30 квітня о 5:58 і досяг магнітуди 6,6 і також викликав низку афтершоків.
Час землетрусу
- 23 години 25 хвилин за Гринвічем (UTC): 23:25:03.0 — ГС РАН; 23:25:04 — NEIC, USGS
- 12 годин 25 хвилин місцевий час в епіцентрі

Координати епіцентру
- 60,96 пн. ш, 167,06 сх. д., глибина 45 км — ГС РАН
- 61,065 пн. ш., 167,067 сх. д., глибина 38,5 км — NEIC, USGS

Магнітуди
- Mb = 6,8, Ms = 7,8 — ГС РАН
- Mb = 6,7, Ms = 7,6, M = 7,6 (HRV) — NEIC, USGS

Інтенсивність
- 8,5—9 балів — ГС РАН